# Дејан Пикула
Дејан Пикула (Аранђеловац, 31. јул 1969) је српски шаховски велемајстор.

## Каријера
Дејан Пикула је постао међународни мајстор шаха 1996. а велемајстор 2002. године.
2001. поделио је прво место на Првенству СР Југославије у шаху са велемајсторима Бранком Дамљановићем и Александром Ковачевићем. 2003. године освојио је бронзану медаљу на првенству Србије и Црне Горе у шаху. 2006. је делио 1. место са Бранком Дамљановићем на Шаховском првенству Србије и Црне Горе, али је изгубио меч у доигравању. 2007. године освојио је Првенство Централне Србије у шаху. 2012. је освојио Првенство Београда у шаху. Победио је 2024. на Бајрамском турниру у Новом Пазару.
Играо је за Југославију 2002. на 35. шаховској олимпијади у Бледу и извојевао једну победу и претрпео један пораз. Играо је 2009. за „Б“ репрезентацију Србије на 17. Европском екипном првенству у шаху у Новом Саду. Играо је на трећој табли и имао је три победе, три ремија и један пораз.
Пикула је 1987. постао сертификовани ФИДЕ шаховски тренер.